# 113683 Robertoornella
113683 Robertoornella è un asteroide della fascia principale. Scoperto nel 2002, presenta un'orbita caratterizzata da un semiasse maggiore pari a 3,0974166 au e da un'eccentricità di 0,1005502, inclinata di 8,55993° rispetto all'eclittica.